# Causse de Sauveterre
Causse de Sauveterre je francouzská vápencová náhorní plošina patřící do pohoří Grands Causses.

## Poloha
Na severu je Causse de Sauveterre obklopena údolím řeky Lot hlubokém 200 až 400 m, na jihu dominuje soutěska Gorges du Tarn v délce 60 km. Rozloha náhorní plošiny se blíží 60 000 ha. 
Okolní přírodní oblasti jsou následující:
- Na severozápadě se nachází náhorní plošina Aubrac a na severovýchodě pohoří Margeride.
- Na východě pohoří Mont Lozère, soutěska Gorges du Tarn a náhorní plošina Causse Méjean.
- Na jihu náhorní plošina Causse Noir a údolí řeky Tarn.
- Na západě náhorní plošiny Causse de Sévérac a Causse Rouge.

## Přírodní oblasti
Causse de Sauveterre se dělí na 3 přírodní oblasti:
- „causse pelé“, na východě: pustý, kamenitý s vrcholy někdy přesahujícími 1 100 m.
- „causse boise“, ve středu: nerovnější reliéf, špičaté nebo zaoblené vrcholy protkané širokými nebo úzkými suchými údolími vyhloubenými přítoky řek Lot a Tarn. Významné místo zaujímá les a nadmořská výška se pohybuje mezi 780 a 1 000 m.
- „causse du Massegros“ na jihozápadě: holé pastviny (devèzes), borové lesy, skály vyčnívající nad řekou Tarn, je to mimořádně rozmanitá krajina soustředěná na omezené ploše v průměrné nadmořské výšce 850 m.

## Galerie

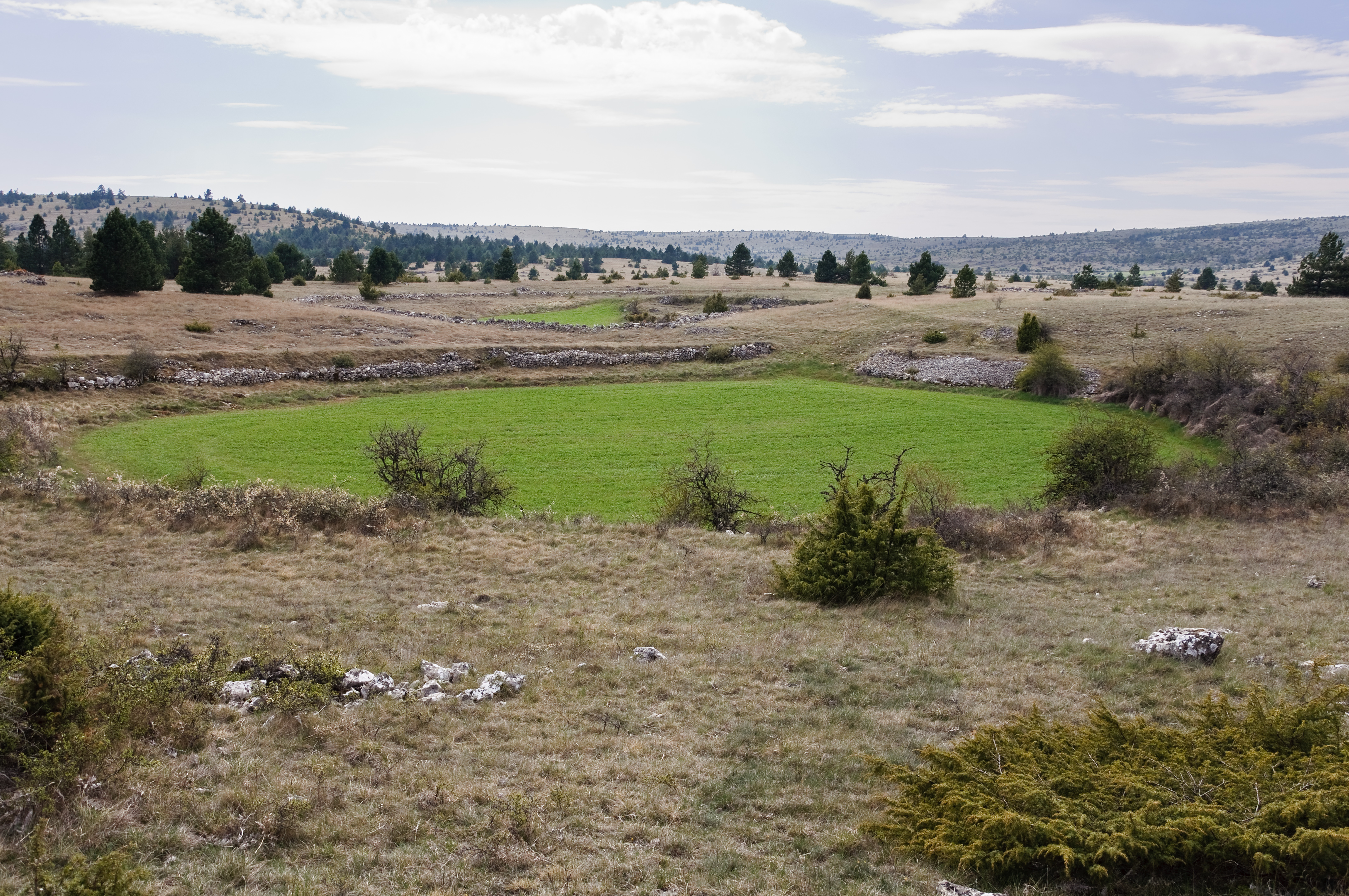
krajina náhorní plošiny Causse de Sauveterre
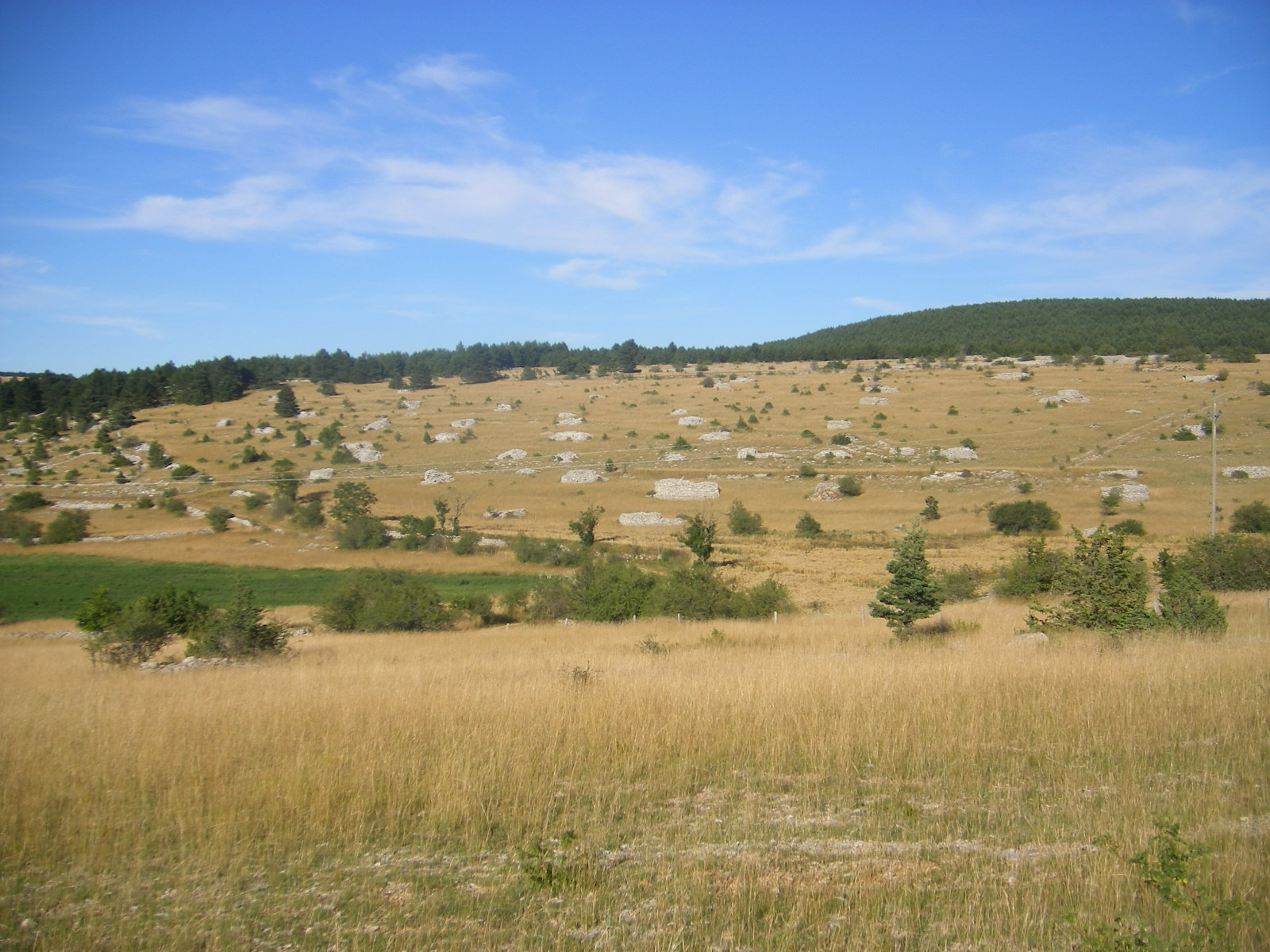
krajina náhorní plošiny Causse de Sauveterre
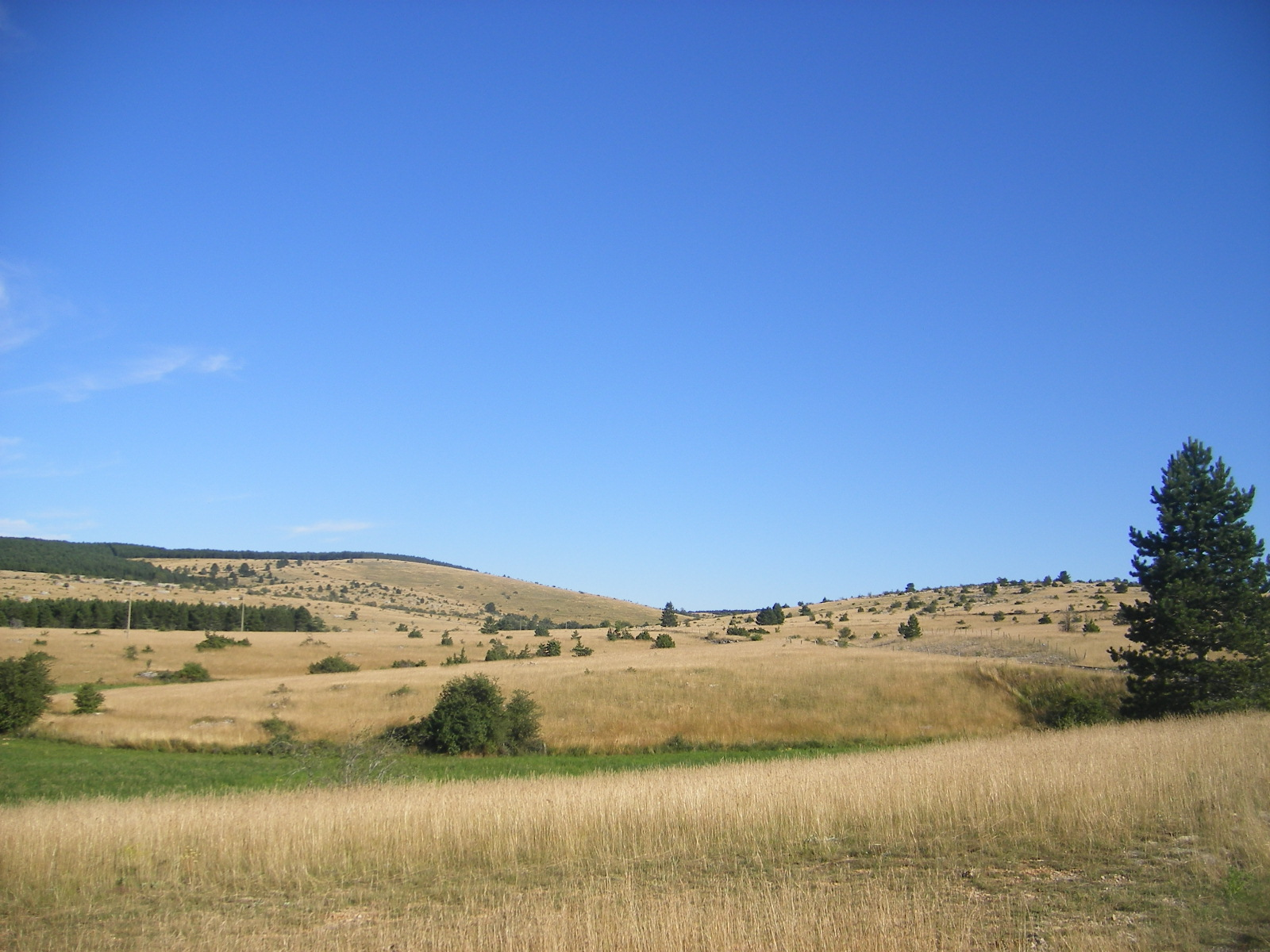
krajina náhorní plošiny Causse de Sauveterre
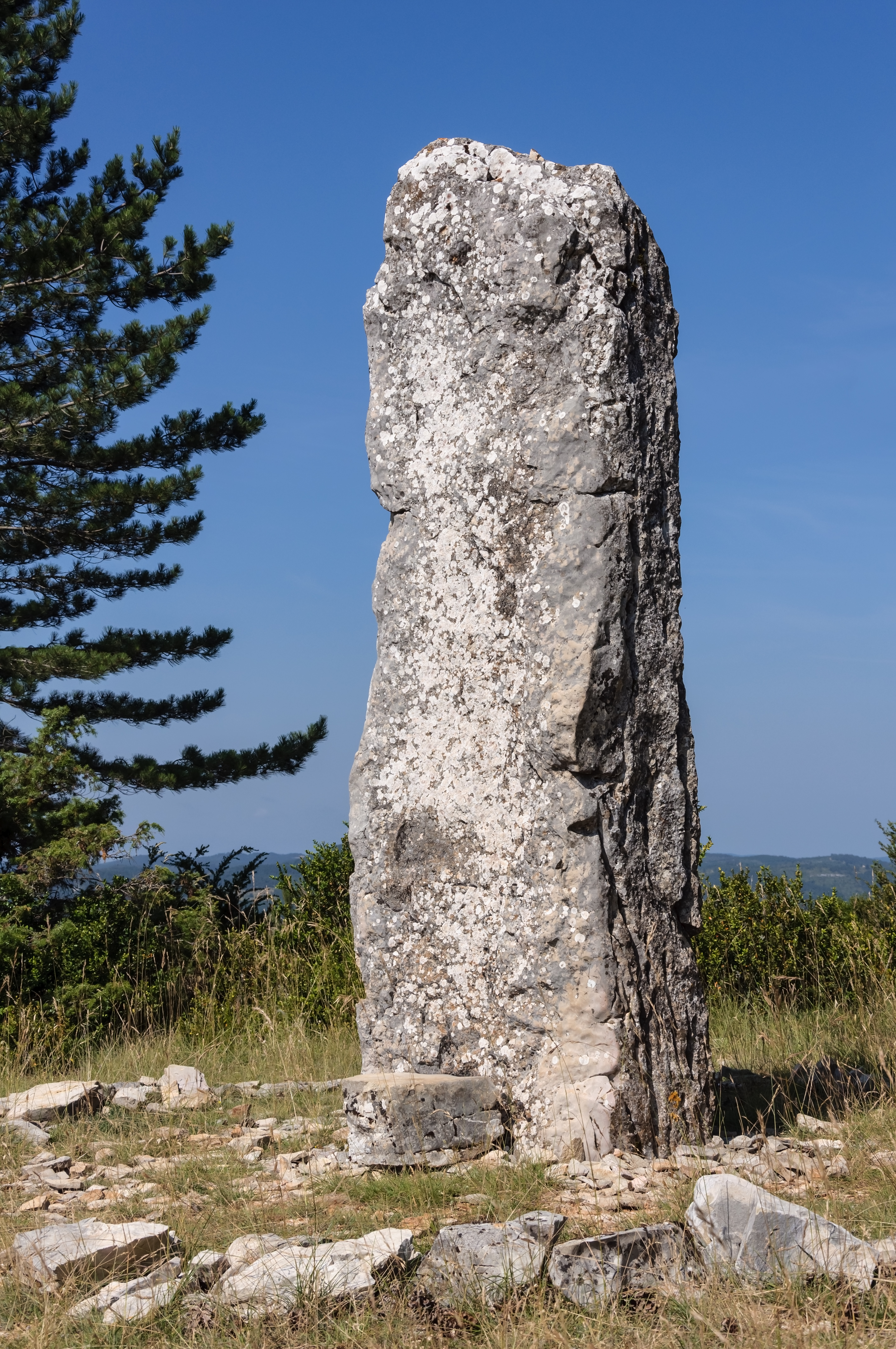
Menhir Bac Sainte-Enimie na causse de Sauveterre
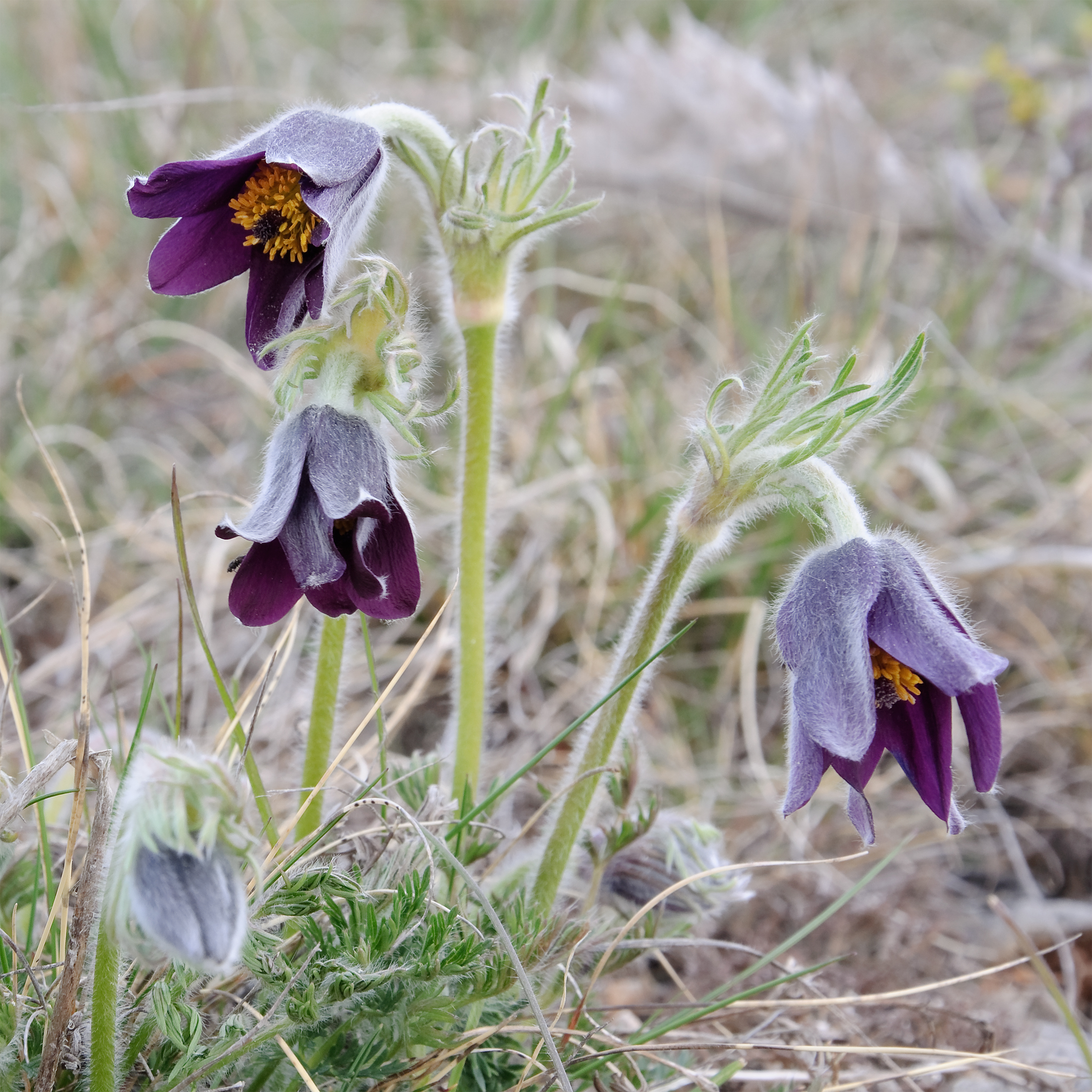
kvetoucí koniklece